# Константин Брынковяну
Константи́н (II) Брынковя́ну (рум. Constantin Brâncoveanu; 1654, Валахия — 26 августа 1714, Константинополь) — великий логофет, господарь Валахии (1688—1714). Сын князя Матея Брынковяну (Басараб) из рода Крайовеску и Станки Кантакузен, племянник и преемник валашского господаря Щербана Кантакузена. Был женат на Марике, дочери господаря Антония Попешть (1669—1672). Святой Румынской и Русской православных церквей в статусе мученика.

## Биография и политика
В октябре 1688 года после смерти своего дяди Щербана Кантакузена Константин Брынковяну был возведён на господарский престол семейством Кантакузенов. Перенёс столицу государства из Тырговиште в Бухарест и развернул широкую строительную деятельность в своих владениях. Построенные им дворец Могошоая и несколько монастырей (в том числе Хорезу) выполнены в т. н. брынковянском стиле. Способствовал просвещению своих подданных, поощрял летописание, открыл четыре типографии, а также школы.
В первые годы своего правления пользовался поддержкой боярской партии Кантакузино. Стольник Константин Кантакузен был его советником по внешним делам и главой канцелярии. Остальные члены рода Кантакузенов заседали в господарском совете и командовали валашской армией.
Константин Брынковяну вынужден был платить дань в Порту вдвое больше прежней, а взамен получил от турецкого султана право на пожизненное правление и предпринял попытки превратить свою власть в наследную. Из-за этого в 1703 году господарь Константин Брынковяну поссорился с могущественной боярской семьёй Кантакузенов.
Вначале Константин Брынковяну не стал поддерживать трансильванского князя Ференца Ракоци, поднявшего восстание против Габсбургов, но после ухудшения отношений с Австрией стал поддерживать трансильванских повстанцев. Поддерживал хорошие отношения с молдавским господарем Константином Дукой (1693—1695, 1700—1703), который женился на его дочери Марии. Однако с господарем Молдавии Константином Кантемиром (1685—1693) и его сыновьями Антиохом (1695—1700) и Димитрием (1710—1711) был в натянутых отношениях.
В политическом отношении Брынковяну приходилось лавировать между Блистательной Портой, Габсбургами и усиливающейся Россией. В 1689 году австрийские войска вступили в Валахию и захватили Бухарест. Константин Брынковяну обратился за помощью к туркам и крымским татарам. На помощь валашскому господарю прибыли турецко-татарские и молдавские войска. В августе 1689 года вместе с союзниками Константин Брынковяну участвовал в битве при Зэрнешти, где австрийская армия была разгромлена. Австрийский командующий генерал Донат Гейслер был взят в плен.
С 1703 года Брынковяну поддерживал постоянные политические отношения с Петром I и за пророссийские симпатии тайно получил Орден Святого апостола Андрея Первозванного. Во время Прутского похода, однако, он занял выжидательную позицию, отчасти из-за непростых отношений с молдавским господарем Димитрием Кантемиром. Обострились отношения Брынковяну с семейством Кантакузенов. Валашский господарь приказал конфисковать имущество боярина Томы Кантакузена и его сторонников, которые бежали в Россию.
В марте 1714 года турецкий султан Ахмед III сместил его с господарского трона и вызвал в Стамбул, где Константин Брынковяну был замучен до смерти, а его сыновья Константин, Стефан, Раду и Матей — обезглавлены, после чего их головы пронесли по улицам турецкой столицы.
В связи с этим Румынская православная церковь причислила в 1992 году замученного господаря к лику святых. 7 марта 2018 года решением Священного синода Русской православной церкви включён в месяцеслов Русской православной церкви.